# Buksvampar
Buksvampar eller gasteromyceter (från grekiska γαστήρ "gaster", mage, och μύκης, "mykes", svamp) är en idag övergiven klass Gasteromycetes Fr. (även Gastromycetes) eller ordning Gasteromycetales Rea av basidiesvampar som producerar sina sporer inuti fruktkropparna. Den sporbildande vävnaden kallas gleba eller gasterothecium och omges av ett så kallat peridium. Gruppen är polyfyletisk och dess medlemmar placeras numera bland Agaricomycetes.

## Historik
Den första behandlingen av buksvampar som grupp gjordes av Christiaan Hendrik Persoon i Synopsis methodica fungorum 1801 och beteckningen Gasteromycetes infördes av Elias Fries i dennes Systema Mycologicum 1821. Fries, som inte använde mikroskop, placerade dock även flera sporsäckssvampar bland buksvamparna, men när mikroskopin tog fart senare under 1800-talet rättades åtminstone dessa fel till. Fries indelning av basidiesvamparna i gasteromyceter och hymenomyceter stod sig därefter i sådär ett och ett halvt sekel och fram till ungefär 1990 gjordes endast morfologiska studier av svamparnas fylogeni. Man insåg förvisso att vissa grupper av buksvampar var besläktade med skilda andra grupper inom basidiesvamparna, men mycket var okänt och i princip ingenting gjordes åt taxonomin förrän man kunde börja använda molekylära metoder på 1990-talet. Det visade sig då att gasteromycetation (utveckling av sporerna inuti fruktkroppen) uppkommit flera gånger oberoende av varandra inom basidiesvamparna och en ny svampsystematik kunde börja byggas på fylogenetiska grunder. Begreppet buksvampar/gasteromyceter används därför fortfarande allmänt och det dröjde ett drygt årtionde in på 2000-talet innan denna moderna taxonomi började införas i svampflororna.

## Buksvamparnas "nya" taxonomi
Familjer som tidigare placerades i Gasteromycetes fördelas numera på ordningar inom klassen Agaricomycetes enligt nedan:
- Underklass: Agaricomycetidae:
  - Ordning: Agaricales (f.d. "skivlingar"):
    - Familj: Brödkorgssvampar, Röksvampar, Äggsvampar, Läderbollar, "Phelloriniaceae", "Tulostomataceae", "Podaxaceae", "Battarreaceae", "Secotiaceae", "Cribbeaceae", "Secotiaceae" förs till Agaricaceae (som sedan tidigare innehöll bland annat champinjoner)[11][12][13]
    - Familj: Hemigasteraceae
    - Familj: Torrendiaceae förs till Amanitaceae
    - Familj: Broomeiaceae

  - Ordning Boletales (f.d. "soppar"):
    - Familj: Protogastraceae
    - Familj: Hymenogasteraceae
    - Familj: Gasterellaceae
    - Familj: Hartryfflar (Rhizopogonaceae)
    - Familj: Slemtryfflar (Melanogastraceae)
    - Familj: Rottryfflar (Sclerodermataceae)
    - Familj: Calostomataceae
    - Familj: Diplocystidiaceae (Astraeaceae)
- Underklass: Phallomycetidae:[14]
  - Ordning: Hysterangiales
    - Familj: Hysterangiaceae
    - Familj: Mesophelliaceae
    - Familj: Gallaceaceae
    - Familj: Phallogastraceae

  - Ordning: Geastrales:
    - Familj: Jordstjärnor (Geastraceae)
    - Familj: Sphaerobolaceae
    - Familj: Sclerogastraceae
    - Familj: Pyrenogastraceae

  - Ordning: Gomphales:
    - Familj: Gauitieriaceae

  - Ordning: Phallales:[15]
    - Familj: Stinksvampar (Phallaceae)
    - Familj: Gittersvampar (Clathraceae)
    - Familj: Stäpptryfflar (Gastrosporiaceae)
    - Familj: Claustulaceae
    - Familj: Protophallaceae
    - Familj: Lysuraceae
    - Familj: Trappeaceae